# Sajdżar
Sajdżar (arab. سيجر) – miejscowość w Syrii, w muhafazie Idlib. W 2004 roku liczyła 1697 mieszkańców.